# 도곡 호동마을 숲정이
도곡 호동마을 숲정이는 대한민국 전라남도 화순군 도곡면 신성리에 있다. 2003년 12월 2일 화순군의 향토문화유산 제19호로 지정되었다.